# アキュムレーション

## 概要
債券を額面より安く取得した場合、償還した時に額面と取得価格の差額が利益となる。この利益を保有期間まで均等に配分し、簿価を上げる処理をアキュムレーションと言う。